# Smoketown
Smoketown es un lugar designado por el censo ubicado en el condado de Lancaster en el estado estadounidense de Pensilvania. En el Censo de 2010 tenía una población de 357 habitantes y una densidad poblacional de 234,42 personas por km².

## Geografía
Smoketown se encuentra ubicado en las coordenadas 40°2′10″N 76°12′16″O / 40.03611, -76.20444. Según la Oficina del Censo de los Estados Unidos, Smoketown tiene una superficie total de 1.52 km², de la cual 1.48 km² corresponden a tierra firme y (2.55%) 0.04 km² es agua.

## Demografía
Según el censo de 2010, había 357 personas residiendo en Smoketown. La densidad de población era de 234,42 hab./km². De los 357 habitantes, Smoketown estaba compuesto por el 95.8% blancos, el 2.52% eran afroamericanos, el 0% eran amerindios, el 0.56% eran asiáticos, el 0% eran isleños del Pacífico, el 0.28% eran de otras razas y el 0.84% pertenecían a dos o más razas. Del total de la población el 7.84% eran hispanos o latinos de cualquier raza.